# Dirk Raulf

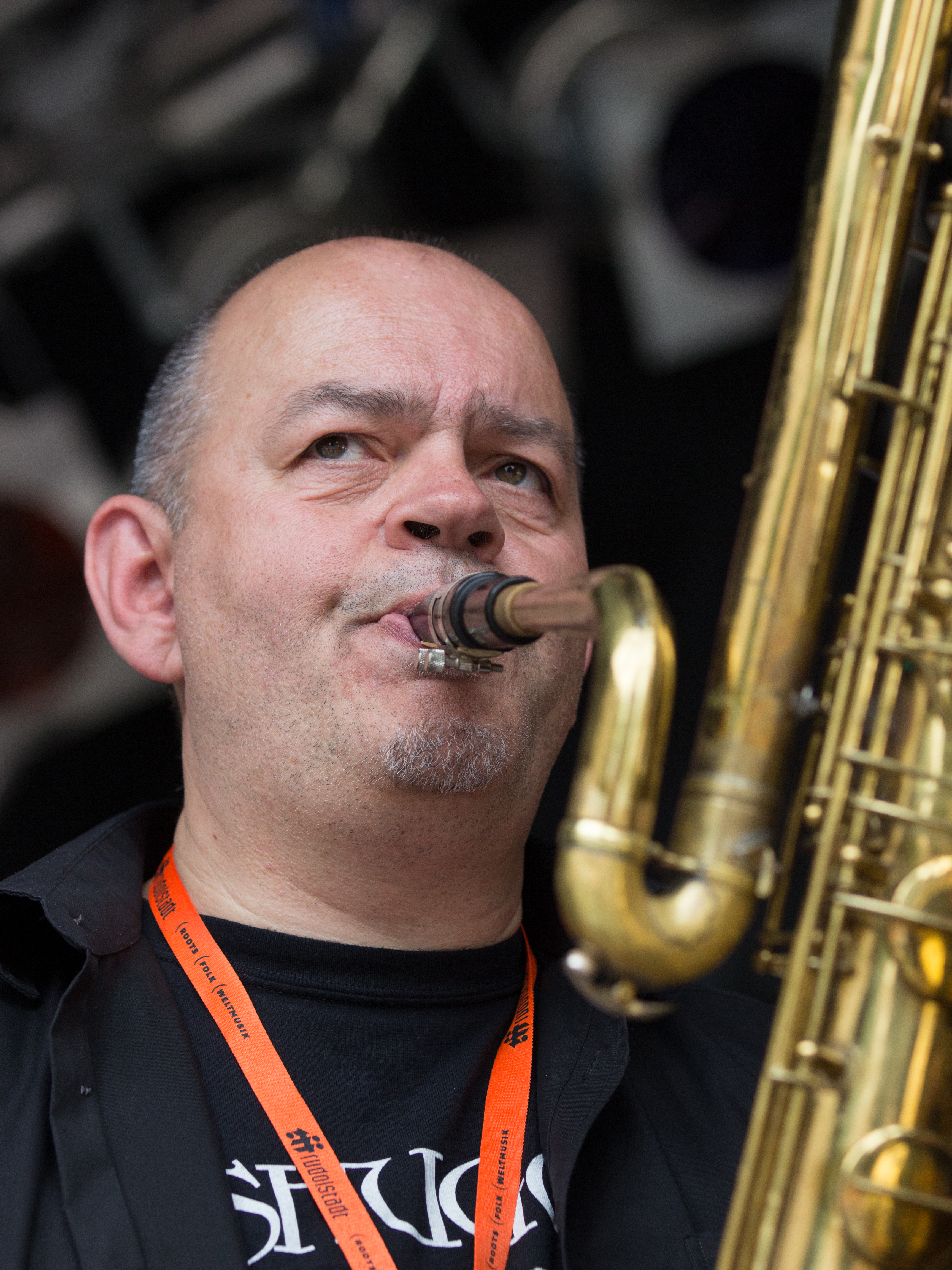
Dirk Raulf am Basssaxophon mit Deep Schrott auf dem TFF Rudolstadt 2014

Dirk Raulf (* 14. Oktober 1960 in Lippstadt) ist ein deutscher Musiker (Saxophone, Klarinetten) und Komponist, der zunächst im Jazzbereich bekannt wurde. Seit Mitte der 1990er Jahre arbeitet er vor allem als Bühnenkomponist und -musiker.

## Leben und Wirken
Dirk Raulf studierte in Köln von 1981 bis 1986 Theater-, Film- und Fernsehwissenschaft, Germanistik und Philosophie. Der autodidaktische Musiker gründete 1987 das Quartett Tome XX (mit Thomas Heberer, Fritz Wittek und Tim Wells bzw. Dieter Manderscheid), das bei wichtigen internationalen Festivals auftrat, Tourneen durch verschiedene Länder unternahm, mehrere Platten vorlegte und bis 1998 bestand. Von 1988 bis 1994 war Raulf zudem Mitglied der Kölner Saxophon Mafia; 1993/94 war er als Bühnenkomponist am Schauspielhaus Bochum tätig. Seither entstanden etwa 100 Auftragsmusiken für Theater und Film. In einem Projekt mit Dagmar Krause ging er 1996 der Musik Friedrich Hollaenders nach.
Zusammen mit Frank Schulte gründete er das Duo sonargemeinschaft. Raulf und Schulte waren Initiatoren und Veranstalter des sonntäglichen Salons Teatime, der auch auf dem eigenen Label Poise dokumentiert wurde. Weiterhin hat er mit Stefan Bauer, Vinny Golia, Frank Köllges, Butch Morris, Ulla Oster, Keith Tippett, Andreas Willers oder Fred Frith gespielt. 
Von 2003 bis 2009 arbeitete er mit Gerd Köster im NOX-Projekt zusammen. Ebenfalls seit 2003 ist Raulf in Lippstadt für die Lichtpromenade verantwortlich, einen Lichtkunst-Skulpturenpfad. 2005 konzipierte er gemeinsam mit Matthias Wagner K und Christiane Stahl das Festival Islandbilder und war verantwortlich für die Bereiche Musik und Film. 2008 initiierte und gründete er mit Klaas Hekman (Niederlande), Wollie Kaiser und Andreas Kaling das Basssaxophon-Quartett Deep Schrott, das mittlerweile vier Alben vorgelegt hat; anstelle von Hekman gehört seit 2009 Jan Klare zur aktuellen Besetzung. 
2018 hatte Raulfs erstes Theaterstück „Margarethe oder Der blutende Wald“ im Freien Werkstatt Theater Köln Premiere.
Dirk Raulf lebt in Köln, hat zwei Söhne und ist seit 2019 mit der Sängerin und Pianistin Oona Kastner verheiratet; das gemeinsame Album d.o.o.r.: Songs from a Darkness wurde im 3. Quartal 2019 ausgezeichnet und in der Rubrik „Grenzgänge“ auf die Bestenliste des Preises der Deutschen Schallplattenkritik gesetzt.

## Hörspiele
- 1995: Dirk Raulf: Die Welt ist immer wieder schön – Buch, Regie & Musik (Live-Hörspiel – DKultur)
- 1996: Dirk Raulf: Illusionen oder Das Gelächter der Einsamkeit – Buch, Regie & Musik (Live-Hörspiel – DKultur)
- 1996: Dirk Raulf: Hypothek oder Nur ein toter 68er ist ein guter 68er – Buch, Regie & Musik (Live-Hörspiel – WDR)
- 2009: Hildburg Schmidt (Autorin): Blaumaus – Regie & Musik (Hörspiel für Kinder – WDR)
- 2009: Frank-Patrick Steckel: Rein Statistisch – Musik; Regie: Steckel (Hörspiel – DKultur)
- 2011: Katharina Schmidt: SAM – Musik; Regie: Martin Schulze (Hörspiel – DKultur)
- 2011: Lynn Britney: Nathan Fox – Musik; Regie: Klaus Prangenberg (Hörspiel – DKultur)
- 2013: Dirk Raulf: Burleske von Don Quixote – mit Musik von Telemann; (Live-Hörspiel – WDR/KiRaKa)
- 2013: Dirk Raulf: Flussabwärts – Buch, Regie & Musik (Hörspiel – WDR)
- 2014: Dirk Raulf: Fremde Schönheit oder Der andere Ort – Buch, Regie & Musik (Hörspiel – DKultur)
- 2015: Sebastian Lybeck: Latte Igel reist zu den Lofoten – Buch, Regie & Musik (Hörspiel für Kinder – WDR/KiRaKa)
- 2017: Schwanensee – Libretto (Hörbuch – Audio-Verlag/WDR)
- 2018: Dirk Raulf: Apollo geht – Buch, Regie & Musik (Hörspiel – DKultur)